# Sally of the Sawdust
Sally of the Sawdust és una comèdia muda nord-americana dirigida per D.W. Griffith el 1925. Fou protagonitzada per W. C. Fields i produïda per Paramount Pictures. El guió està basat en la musical de 1923, Poppy que, a la vegada, està basat en una obra de Dorothy Donnelly. Fields protagonitzaria més tard, el 1936, una segona versió cinematogràfica del mateix tema.

## Argument
El Jutge Adoptiu (Erville Alderson) deshereta la seva única filla perquè es vol casar amb artista de circ. Anys més tard, la noia han tingut una filla del matrimoni que es diu Sally (Carol Dempster). Quan veu que ha de morir, la deixa a cura del seu amic McGargle (W.C. Camps), malabarista i faquir del circ, i estafador. Sally creix envoltada d'aquesta atmosfera i és desconeix que la seva mare era de bona família. McGargle, adonant-se de la seva responsabilitat amb la nena, aconsegueix una feina amb una empresa de jocs que està a Great Meadows, on els Fosters viuen. Un boom immobiliari els ha fet molt rics.
Sally és una bona ballarina. Peyton (Alfred Lunt), el fill d'un amic del Jutge Foster, s'enamora de Sally. Per protegir-lo, el Jutge ho arregla per detenir tant a McGargle com a Sally. McGargle escapa, però Sally és atrapada. McGargle, quan s'assabenta de la situació de Sally, roba un Flivver, i després que molts problemes, arriba al jutjat i demostra el parentatge de Sally. El Jutge rebutja el cas i la seva muller abraça Sally. Peyton insisteix i Sally acorda esdevenir la seva muller. McGargle es persuadit perquè es quedi i trobi un lloc per desenvolupar el seus talents estranys en el món immobiliari.

## Repartiment
- Carol Dempster com a Sally
- W. C. Fields com a Professor Eustace McGargle
- Alfred Lunt com a Peyton Lennox
- Erville Alderson com a Jutge Henry L. Foster
- Effie Shannon com a Senyora Foster
- Charles Hammond com a Lennox, Sr.
- Roy Applegate com el Detectiu
- Florence Fira com a Vinton
- Marie Shotwell com a Dirigent de Societat
- Glenn Anders com a Leon, l'Acròbata
- Harrison Ford en un rol indeterminat (no acreditat)[3]
- James Kirkwood Sr. en un rol indeterminat (no acreditat)[3]
- Tammany Young com a Yokel (no acreditat)[3]